# Heinke van der Merwe
Heinke van der Merwe, född 3 maj 1985 i Johannesburg, Sydafrika, är en sydafrikansk  rugbypelare. Han spelar pelare for Stade Français i den franske Top 14-liga.